# Neoechinorhynchus carpiodi
Neoechinorhynchus carpiodi är en hakmaskart som beskrevs av Dechtiar 1968. Neoechinorhynchus carpiodi ingår i släktet Neoechinorhynchus och familjen Neoechinorhynchidae. Inga underarter finns listade i Catalogue of Life.